# Церква Святого Миколая (Берестя)

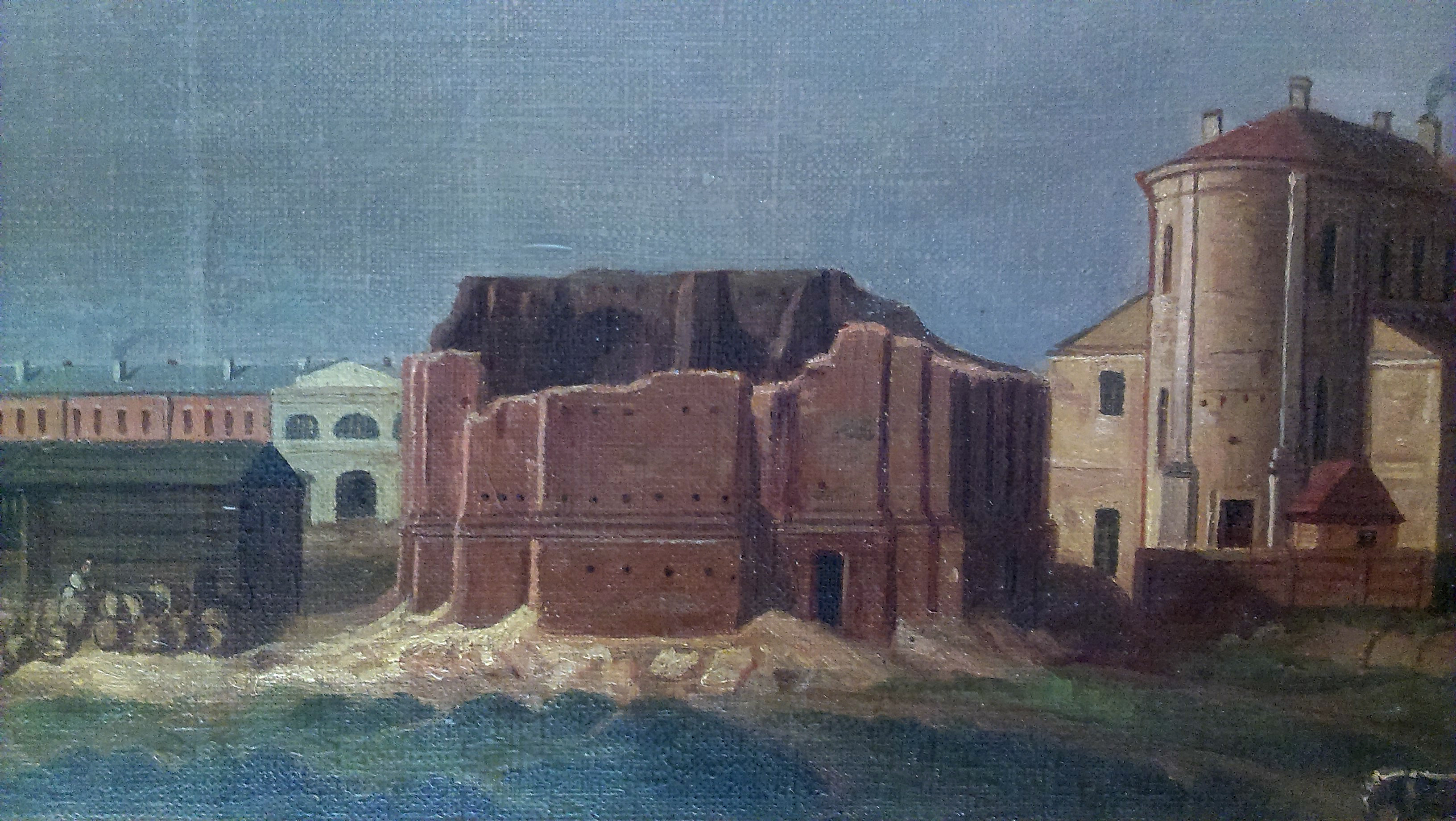
Руїни церкви в 1840 році

Церква Святого Миколая — нині неіснуючий кафедральний собор міста Берестя (Бреста), відомий як місце проголошення Берестейської унії.

## Історія

Суміщена карта знесеного в 1840—1850 рр., для влаштування тут російської фортеці, історичного центру Берестя (червоним кольором) та нині існуючого на їх місці меморіального комплексу «Берестейська фортеця-герой»

Перша згадка про храм датується 1390 роком, коли місту було надано Магдебурзьке право. Вважався резиденцією Володимиро-Волинських єпископів, які певний час носили титул «Володимиро-волинських і Берестейських». Тут в 1590, 1594, 1596 роках проходили собори руських єпископів. Собор 1596 року прийняв історичне рішення розірвати стосунки Київської митрополії з Константинопольським патріархатом та перейти у підпорядкування Святого Престолу у Римі за умови збереження православного обряду, що стало початком  Берестейської церковної унії. З того ж часу церква стає греко-католицькою, а починаючи з 1765 року — єпископською кафедрою окремого берестейського єпископства. В цьому статусі храм залишався й після 1795 року коли внаслідок третього поділу Речі Посполитої Брест опиняється під владою Російської Імперії.
Однак у 1839 році російська влада ліквідовує греко-католицизм на території Берестейщини, Холмщини та Підляшшя, а в 1840–1850 роках, внаслідок зносу історичного центру міста для влаштування військової фортеці, розбирає саму споруду кафедрального собору. Нині його фундаменти знаходяться коло скульптурної композиції «Спрага», що є частиною меморіального комплексу «Берестська фортеця-герой».

## Архітектура
Споруда являла собою прямокутну базиліку досить великих об'ємів та висоти. Спочатку мала на фасаді дві невеликі вузькі вежі із ренесансними волютами. Згодом отримала стрімке барокове завершення центрального об'єму у вигляді невеликої бані та купола. На самому початку російської окупації було розроблено план реконструкції собору, який не був втілений. Після руйнування історичної частини міста та влаштування фортеці, за 300 метрів на захід був побудований інший — гарнізонний храм, що теж отримав назву Св. Миколая.